# Tour de France 2012/18. Etappe
Die 18. Etappe der Tour de France 2012 fand am 20. Juli 2012 statt und führte von Blagnac nach Brive-la-Gaillarde. Bei einer Streckenlänge von 222,5 Kilometern gab es eine Bergwertung der 3. Kategorie und drei der 4. Kategorie.

## Teilnehmende Teams
- BMC Racing Team (BMC)
- RadioShack-Nissan (RNT)
- Team Europcar (EUC)
- Euskaltel-Euskadi (EUS)
- Lampre-ISD (LAM)
- Liquigas-Cannondale (LIQ)
- Garmin-Sharp (GRS)
- AG2R La Mondiale (ALM)
- Cofidis, le Crédit en Ligne (COF)
- Saur-Sojasun (SAU)
- Sky ProCycling (SKY)
- Lotto Belisol Team (LTS)
- Vacansoleil-DCM (VCD)
- Katusha Team (KAT)
- FDJ-Big Mat (FDJ)
- Rabobank Cycling Team (TLJ)
- Movistar (MOV)
- Team Saxo Bank-Tinkoff Bank (STB)
- Astana Pro Team (AST)
- Omega Pharma-Quick Step (OPQ)
- Orica GreenEdge (OGE)
- Team Argos-Shimano (TGA)

## Strecke
Die Strecke führte überwiegend in nördlicher Richtung durch die Départements Haute-Garonne, Tarn-et-Garonne, Lot und Corrèze. Von Blagnac aus ging es zunächst der Garonne entlang nach Castelsarrasin. Die Côte de Saint-Georges, eine Steigung am Rande des Tarn-Tales, war die einzige Bergwertung der 3. Kategorie. In Castelnau-Montratier befand sich die Verpflegungszone. Anschließend wurde in der Stadt Cahors der Zwischensprint ausgetragen. Weiter ging es über Souillac zum Ziel in Brive-la-Gaillarde. Das Profil der Etappe war auf dem ersten Drittel weitgehend flach, der Rest war von hügeligem Terrain geprägt.

## Rennverlauf
Auf den ersten Kilometern fuhr das Feld mit sehr hohem Tempo und machte so jegliche Ausreißversuche unmöglich. Erst bei Kilometer 21 konnten sich fünf Fahrer absetzen, die einen maximalen Vorsprung von 55 Sekunden herausfahren konnten. Aufgrund des weiterhin hohen Tempos kam das Feld bald wieder heran und holte die Ausreißer nach 49 Kilometern ein. Eine weitere Gruppe bildete sich nach 60 Kilometern. Zu dieser gehörten die neun Fahrer Manuel Quinziato, Yukiya Arashiro, Julien Fouchard, Adam Hansen, Luca Paolini, Jérémy Roy, Nick Nuyens, Michael Albasini und Patrick Gretsch.
Die kurz darauf folgende erste Bergwertung des Tages entschied Nuyens für sich. Nach etwa 70 Kilometern schlossen Jaroslaw Popowytsch, David Millar, Edvald Boasson Hagen, Jelle Vanendert, Kris Boeckmans, Karsten Kroon und Alexander Winokurow zur Spitzengruppe auf, die nun 16 Fahrer umfasste. Der Vorsprung vergrößerte sich auf etwas mehr als drei Minuten. Den Zwischensprint in Cahors passierte Boeckmans als Erster, während Albasini die außerhalb der Stadt gelegene Bergwertung gewann. Währenddessen begann das Feld, den Rückstand kontinuierlich zu verringern. 45 Kilometer vor dem Ziel nahm der französische Präsident François Hollande Platz im Auto des Tourdirektors Christian Prudhomme, um dort die restliche Etappe mitzuverfolgen.
Als Erster bezwang Arashiro die Anhöhe von Souillac, etwas später fielen Fouchard und Boeckmans aus der Spitzengruppe heraus. Verschiedene Fahrer der Spitzengruppe versuchten vergeblich, sich abzusetzen, während von hinten das Feld immer näher rückte. Zwölf Kilometer vor dem Ziel attackierte Winokurow, wobei nur Paolini und Hansen ihm folgen konnten. Nach der letzten Bergwertung (gewonnen von Winokurow) schlossen Andreas Klöden, Nicolas Roche und Luis León Sánchez zur Spitze auf. Das Feld hatte nur noch wenige Sekunden Rückstand. Auf den letzten hundert Metern holte es die übrig gebliebenen Ausreißer ein. Den Sprint um den Tagessieg gewann Mark Cavendish.

## Bergwertungen
| Côte de Saint-Georges Kategorie 3 nach 67,5 km auf 186 m 1 km bei 10,3 % |         |                       |        |
| 1.                                                                       | Belgien | Nick Nuyens (STB)     | 2 Pkt. |
| 2.                                                                       | Japan   | Yukiya Arashiro (EUC) | 1 Pkt. |

| Côte de Cahors Kategorie 4 nach 117,5 km auf 206 m 1 km bei 7,8 % |         |                        |        |
| 1.                                                                | Schweiz | Michael Albasini (GEC) | 1 Pkt. |

| Côte de Souillac Kategorie 4 nach 180,5 km auf 206 m 2,2 km bei 4,7 % |       |                       |        |
| 1.                                                                    | Japan | Yukiya Arashiro (EUC) | 1 Pkt. |

| Côte de Lissac-sur-Couze Kategorie 4 nach 212,5 km auf 290 m 1,9 km bei 5,7 % |            |                           |        |
| 1.                                                                            | Kasachstan | Alexander Winokurow (AST) | 1 Pkt. |

## Punktewertung
| Zwischensprint in Cahors nach 115 km auf 147 m |                        |                            |         |
| 1.                                             | Belgien                | Kris Boeckmans (VCD)       | 20 Pkt. |
| 2.                                             | Frankreich             | Jérémy Roy (FDJ)           | 17 Pkt. |
| 3.                                             | Deutschland            | Patrick Gretsch (ARG)      | 15 Pkt. |
| 4.                                             | Norwegen               | Edvald Boasson Hagen (SKY) | 13 Pkt. |
| 5.                                             | Kasachstan             | Alexander Winokurow (AST)  | 11 Pkt. |
| 6.                                             | Italien                | Luca Paolini (KAT)         | 10 Pkt. |
| 7.                                             | Schweiz                | Michael Albasini (GEC)     | 9 Pkt.  |
| 8.                                             | Niederlande            | Karsten Kroon (STB)        | 8 Pkt.  |
| 9.                                             | Vereinigtes Konigreich | David Millar (GRM)         | 7 Pkt.  |
| 10.                                            | Australien             | Adam Hansen (LTB)          | 6 Pkt.  |
| 11.                                            | Ukraine                | Jaroslaw Popowytsch (RNT)  | 5 Pkt.  |
| 12.                                            | Japan                  | Yukiya Arashiro (EUC)      | 4 Pkt.  |
| 13.                                            | Belgien                | Nick Nuyens (STB)          | 3 Pkt.  |
| 14.                                            | Portugal               | Rui Costa (MOV)            | 2 Pkt.  |
| 15.                                            | Belgien                | Jelle Vanendert (LTB)      | 1 Pkt.  |

| Ziel in Brive-la-Gaillarde nach 222,5 km auf 111 m |                        |                            |         |
| 1.                                                 | Vereinigtes Konigreich | Mark Cavendish (SKY)       | 45 Pkt. |
| 2.                                                 | Australien             | Matthew Goss (OGE)         | 35 Pkt. |
| 3.                                                 | Slowakei               | Peter Sagan (LIQ)          | 30 Pkt. |
| 4.                                                 | Spanien                | Luis León Sánchez (RAB)    | 26 Pkt. |
| 5.                                                 | Irland                 | Nicolas Roche (ALM)        | 22 Pkt. |
| 6.                                                 | Vereinigte Staaten     | Tyler Farrar (GRS)         | 20 Pkt. |
| 7.                                                 | Slowenien              | Borut Božič (AST)          | 18 Pkt. |
| 8.                                                 | Frankreich             | Sébastien Hinault (ALM)    | 16 Pkt. |
| 9.                                                 | Sudafrika              | Daryl Impey (OGE)          | 14 Pkt. |
| 10.                                                | Frankreich             | Samuel Dumoulin (COF)      | 12 Pkt. |
| 11.                                                | Deutschland            | André Greipel (LTB)        | 10 Pkt. |
| 12.                                                | Argentinien            | Juan José Haedo (STB)      | 8 Pkt.  |
| 13.                                                | Norwegen               | Edvald Boasson Hagen (SKY) | 6 Pkt.  |
| 14.                                                | Deutschland            | Andreas Klöden (RNT)       | 4 Pkt.  |
| 15.                                                | Niederlande            | Koen de Kort (ARG)         | 2 Pkt.  |